# HD 81040 b
HD 81040 b ist ein Exoplanet, der den gelben Zwerg HD 81040 alle 1001,7 Tage umkreist. Auf Grund seiner hohen Masse wird angenommen, dass es sich um einen Gasplaneten handelt.

## Entdeckung
Der Planet wurde mit Hilfe der Radialgeschwindigkeitsmethode von A. Sozzetti et al. im Jahr 2005 entdeckt.

## Umlauf und Masse
Der Planet umkreist seinen Stern in einer Entfernung von ca. 1,94 Astronomischen Einheiten bei einer Exzentrizität von 52,6 % und hat eine Masse von ca. 2187 Erdmassen bzw. 6,88 Jupitermassen.